# Campbell Soup Company
Die Campbell Soup Company ist ein US-amerikanisches Unternehmen der Lebensmittelindustrie. Es wurde 1869 von dem Obsthändler Joseph A. Campbell und dem Kühlgerätehersteller Abraham Anderson gegründet. Der Name lautete ursprünglich Joseph A. Campbell Preserve Company.
Campbell stellt haltbare Lebensmittel in Konservendosen, Gemüse, Fleisch, Getränke und diverse Snacks her. Das Unternehmen ist ursprünglich vor allem für seine Suppenkonserven bekannt, inzwischen jedoch durch verschiedene Übernahmen und Fusionen zu einem der größten Unternehmen für verarbeitete Lebensmittel in den USA herangewachsen und produziert diverse Produkte unter seiner Hauptmarke Campbell's sowie weiteren Marken, wie Pepperidge Farm, Snyder’s of Hanover, V8 und Swanson.
2022 erwirtschaftete Cambell mit rund 15.000 Mitarbeitern einen Umsatz von 8,6 Mrd. US-Dollar. Der Hauptsitz des Unternehmens befindet sich in Camden, New Jersey.

## Geschichte

### Gründung und frühe Entwicklungen

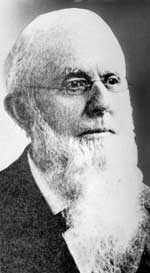
Unternehmensgründer und Namensgeber Joseph A. Campbell (um 1900)

Das Unternehmen wurde 1869 von Joseph A. Campbell, einem Obsthändler aus Bridgeton, New Jersey, und Abraham Anderson, einem Eiskistenhersteller aus dem Süden von New Jersey, gegründet. Sie produzierten zunächst Dosentomaten, Gemüse, Gelees, Suppen, Gewürze und Hackfleisch.
1876 verließ Anderson die Partnerschaft und das Unternehmen wurde zur Joseph A. Campbell Preserve Company. Andersons Sohn, Campbell Speelman, arbeitete weiterhin als Kreativdirektor bei Campbell's, wo er auch das Design der Campbell's Soup Cans entwarf.
1896 strukturierte Campbell die Firma um, die danach Joseph Campbell & Co hieß. 1897 begann der deutschstämmige John T. Dorrance, ein Neffe des Generaldirektors Arthur Dorrance der unter anderem am MIT und der Universität Göttingen studiert hatte, als Lebensmittelchemiker für den Betrieb zu arbeiten. Er begann mit einem Wochenlohn von 7,50 USD (entsprach im Jahr 2022 etwa 253 US-Dollar) zu arbeiten. Dorrance entwickelte ein neues Verfahren zur Herstellung von Suppenkonzentraten, die nur noch halb so viel Wasser enthielten wie vorher. Suppe war bis dahin in den USA längst nicht so beliebt wie in Europa, die Fertigsuppen von Campbell wurden jedoch ein Markterfolg, auch wegen des niedrigen Preises von 10 Cent pro Dose. Von 1914 bis 1930 wurde Dorrance Präsident des Unternehmens und kaufte schließlich die Firmenanteile der Familie Campbell auf.

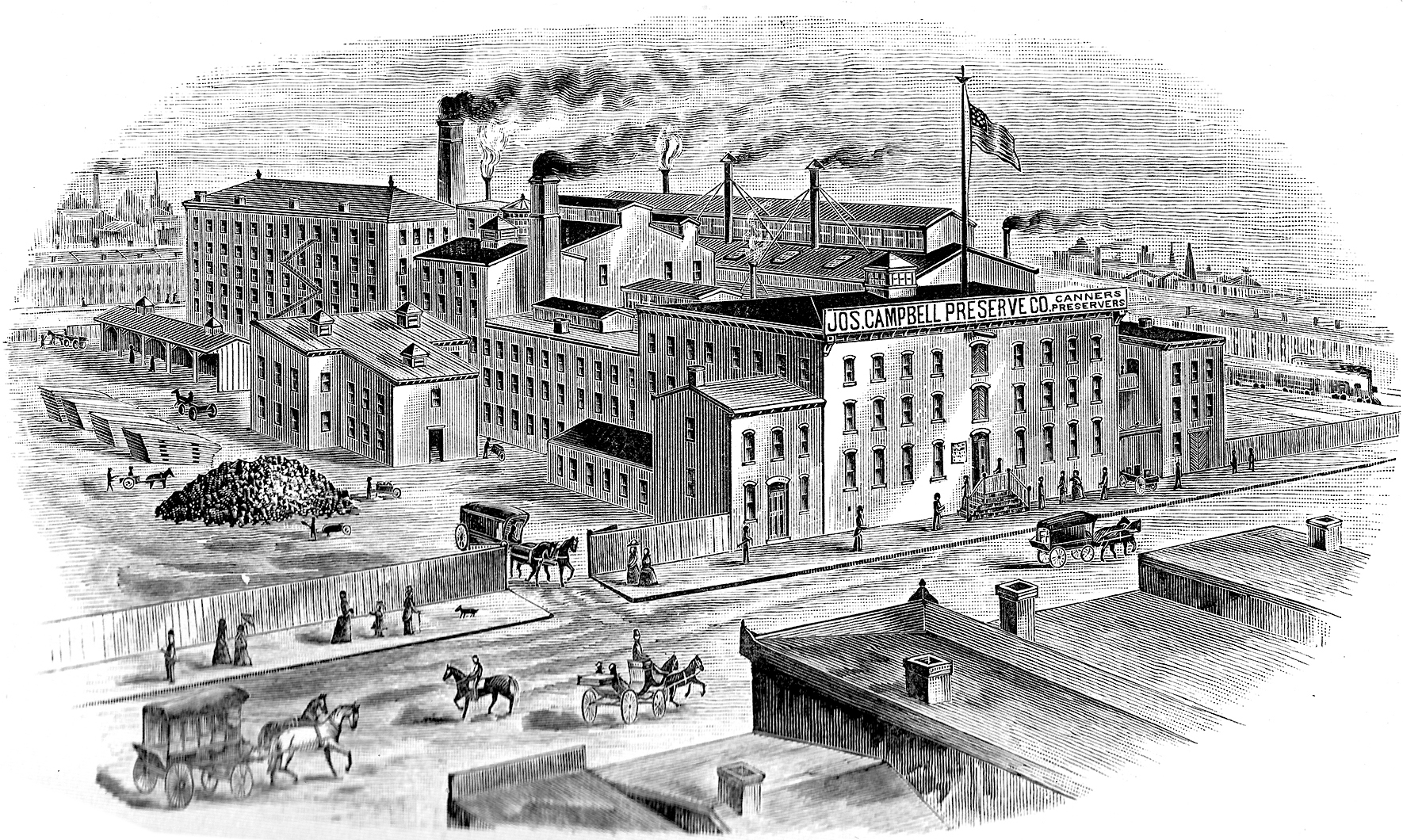
Firmengelände der Joseph Campbell Preserve Co. in Camden (NJ 1894)

Im Jahr 1898 überzeugte Herberton Williams, ein leitender Angestellter von Campbell, das Unternehmen, ein karneolrotes und strahlend weißes Farbschema zu übernehmen, weil er von der klaren roten Farbe der Uniformen der Fußballmannschaft der Cornell University angetan war. So erhielten die Dosen erstmals ihr charakteristisches rot-weißes Etikett. Das Produkt wurde im Jahr 1900 auf der Weltausstellung in Paris vorgestellt und erhielt eine Goldmedaille als Anerkennung, die noch heute auf den Dosen abgebildet ist. Bis heute hat sich das Layout der Dose mit ihrem rot-weißen Design und dem metallischen bronzenen Medaillensiegel von der Pariser Ausstellung kaum verändert.

### Wachstum unter neuer Führung
Campbell Soup wurde unter der Führung von William Beverly Murphy zu einem der größten Lebensmittelunternehmen der Welt. Er wurde 1949 zum Executive Vice President von Campbell Soup gewählt und war von 1953 bis 1972 President und CEO. Während seiner Zeit bei Campbell's Soup Company brachte er das Unternehmen an die Börse und erweiterte das Produkt- und Markenportfolio um Brote, Kekse und Cracker von Pepperidge Farm, Soßen und Pasta von Franco-American's, V8-Gemüsesäfte, Swanson-Brühen und Pralinen von Godiva. 

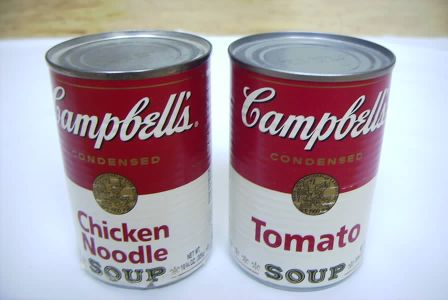
Campbell-Dosen mit typischem Design, was sich seit 1900 kaum verändert hat.

1979 wurde die Firma Eugen Lacroix übernommen. Heute ist Lacroix eine bekannte Marke von Campbell.
David Johnson war von 1990 bis 1997 Präsident und CEO.
Ebenso übernahm man 1996 das deutsche Unternehmen Erasco, das heute als Campbell's Germany GmbH fortgeführt wird. Der Markenname Erasco wird ebenfalls weiter genutzt.

### Jüngere Geschichte
Das Unternehmen hatte im Jahr 2006 insgesamt 24.000 Mitarbeiter und erzielte einen Umsatz von mehr als 7 Milliarden US-Dollar.
Im Jahr 2011 war die Mitarbeiterzahl auf 17.500 gesunken.
2013 gab Campbell bekannt, ihr Europa-Geschäft (Campbell Europe) an den Finanzinvestor CVC Capital Partners mit Sitz in Luxemburg verkaufen zu wollen. Campbell Europe erzielte 2012 einen Umsatz von rund 400 Millionen Euro und beschäftigte 1.300 Mitarbeiter. Das Europageschäft firmiert nun als Continental Foods.

### Übernahmen
- 1948: V8
- 1955: Swanson
- 1961: Pepperidge Farm für 28 Mio. US-Dollar[2]
- 1996: Erasco
- 2018: Snyder’s-Lance

## Unternehmen
Rund ein Drittel der Aktien des Unternehmens gehören weiterhin den Enkeln von John T. Dorrance, Frau Mary Alice Malone und ihrem Bruder Bennett Dorrance.

### Marketing
Campbell investierte von Anfang an hohe Ressourcen in Werbekampagnen, um die Produkte bekannt zu machen. Viele Artefakte dieser Werbekampagnen sind inzwischen auf dem Werbemarkt für Americana-Sammler sehr wertvoll. Am bekanntesten sind vielleicht die von der Illustratorin Grace Drayton entworfenen "Campbell's Kids". Das Unternehmen publizierte auch eigene Kochbücher mit Rezepten für die hauseigenen Konserven.
Ronald Reagan war ein Sprecher von V8, als Campbell's die Marke 1948 erwarb.
Neben Werbekampagnen für Produkte, übernahm das Unternehmen kommerzielle Sponsorings.

### Campbell's Soup Cans
Das charakteristische rot-weiße Logo der Marke diente Andy Warhol als Anregung für seine berühmten „Campbell's Soup Cans“, 32 Bilder von Campbell-Suppendosen unterschiedlicher Geschmacksrichtungen auf Leinwand, mit denen er 1962 seine erste Ausstellung in der Ferus-Gallery in Los Angeles bestritt. Campbell reagierte zunächst nicht positiv auf das Kunstwerk, begann die Arbeiten von Warhol jedoch im Laufe der Zeit zu fördern.
1996 wurden die „Campbell's Soup Cans“ für 15 Millionen Dollar an das Museum of Modern Art in New York City veräußert.

## Marken

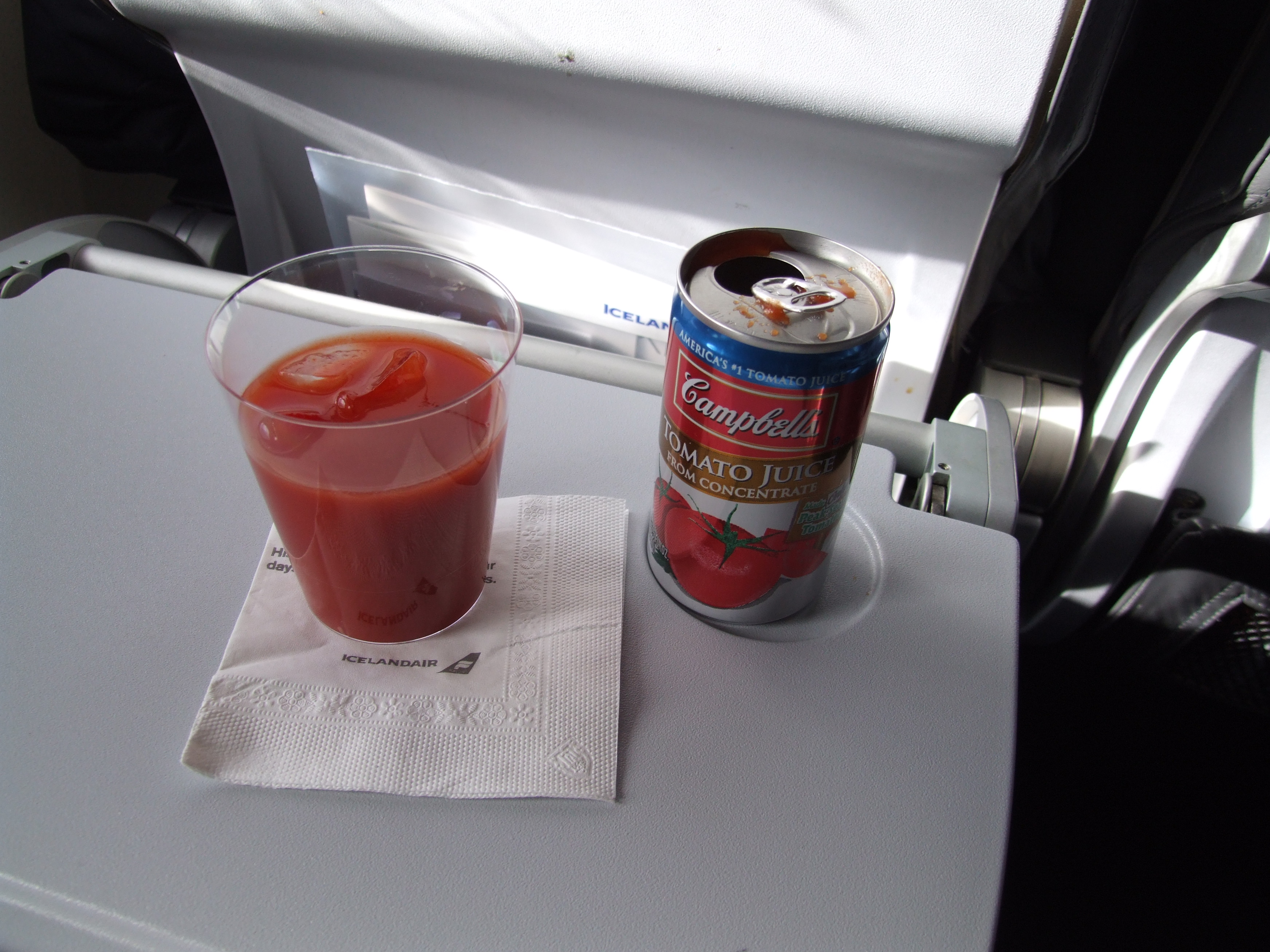
Campbell’s Tomatensaft an Bord eines Flugzeugs

Zu den Marken des Unternehmens gehören neben Campbell's, Pace, Pepperidge Farm, Arnott's, V8 und Swanson.